# Kôtomo
Kôtomo (Kôtomo in canaco) è una piccola isola dell'oceano Pacifico, appartenente all'arcipelago della Nuova Caledonia, territorio d'oltre mare della Francia.